# Ilpiboki
Ilpiboki (ukr. Ільпибоки) – wieś na Ukrainie w rejonie demidowskim obwodu rówieńskiego.

## Zabytki
- dwór – zbudowany w XVIII w., może nawet dawniej przez rodzinę Strzelnickich, przypominał dawną rezydencję szlachecką[1]. Wśród polskich dworów znajdujących się na znacznym obszarze kraju i należących do średnio zamożnej szlachty nie można było spotkać podobnego zabytku. Dwór, wyróżniający się na tle wsi, posiadał: alkowy, bokówki, malowane obicia płócienne, którymi były okryte ściany, dwie obszerne oficyny z dużymi ogniskami i izbami gościnnymi, duże sienie oraz znaczną liczbą pokojów. Dwór miał łamany wyniosły dach, przypominający architekturę czasów saskich. Obiekt świadczył o zamożności i towarzyskich upodobaniach byłych właścicieli. W połowie XIX w. dwór był już zaniedbany[1].